# Herrin (Nord)
Herrin ist eine französische Gemeinde im Département Nord in der Region Hauts-de-France. Sie gehört zum Kanton Faches-Thumesnil im Arrondissement Lille.

## Geografie
Die Gemeinde Herrin liegt zehn Kilometer südwestlich von Lille. Die Nachbargemeinden sind Wavrin im Norden, Gondecourt im Osten und Süden sowie Allennes-les-Marais im Westen. Im Nordwesten bildet die kanalisierte Deûle die Gemeindegrenze.

## Bevölkerungsentwicklung
| Jahr                       | 1962 | 1968 | 1975 | 1982 | 1990 | 1999 | 2011 | 2020 |
| Einwohner                  | 335  | 304  | 314  | 328  | 367  | 373  | 397  | 421  |
| Quellen: Cassini und INSEE |      |      |      |      |      |      |      |      |

## Sehenswürdigkeiten

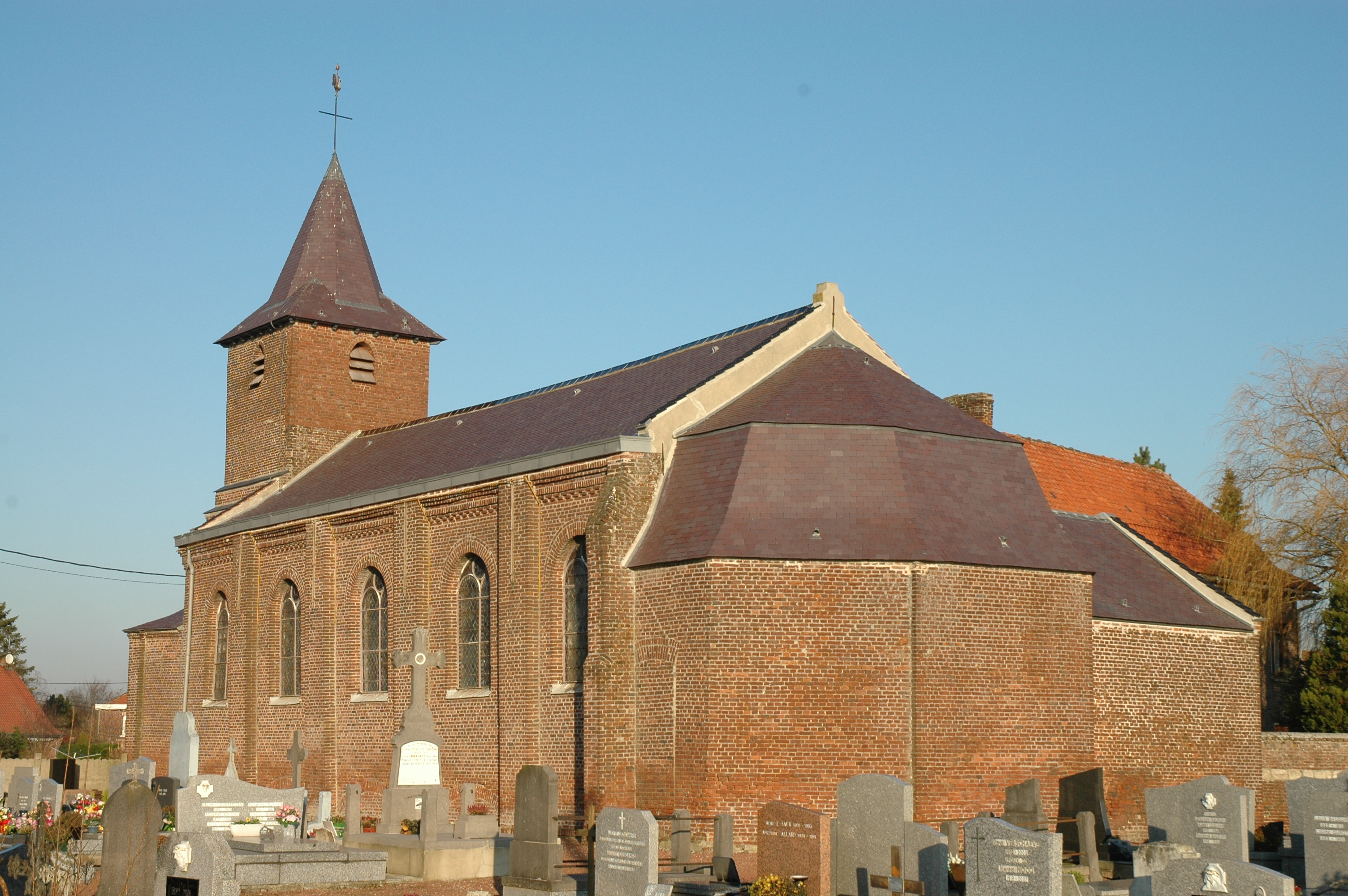
Kirche Saint-Quentin
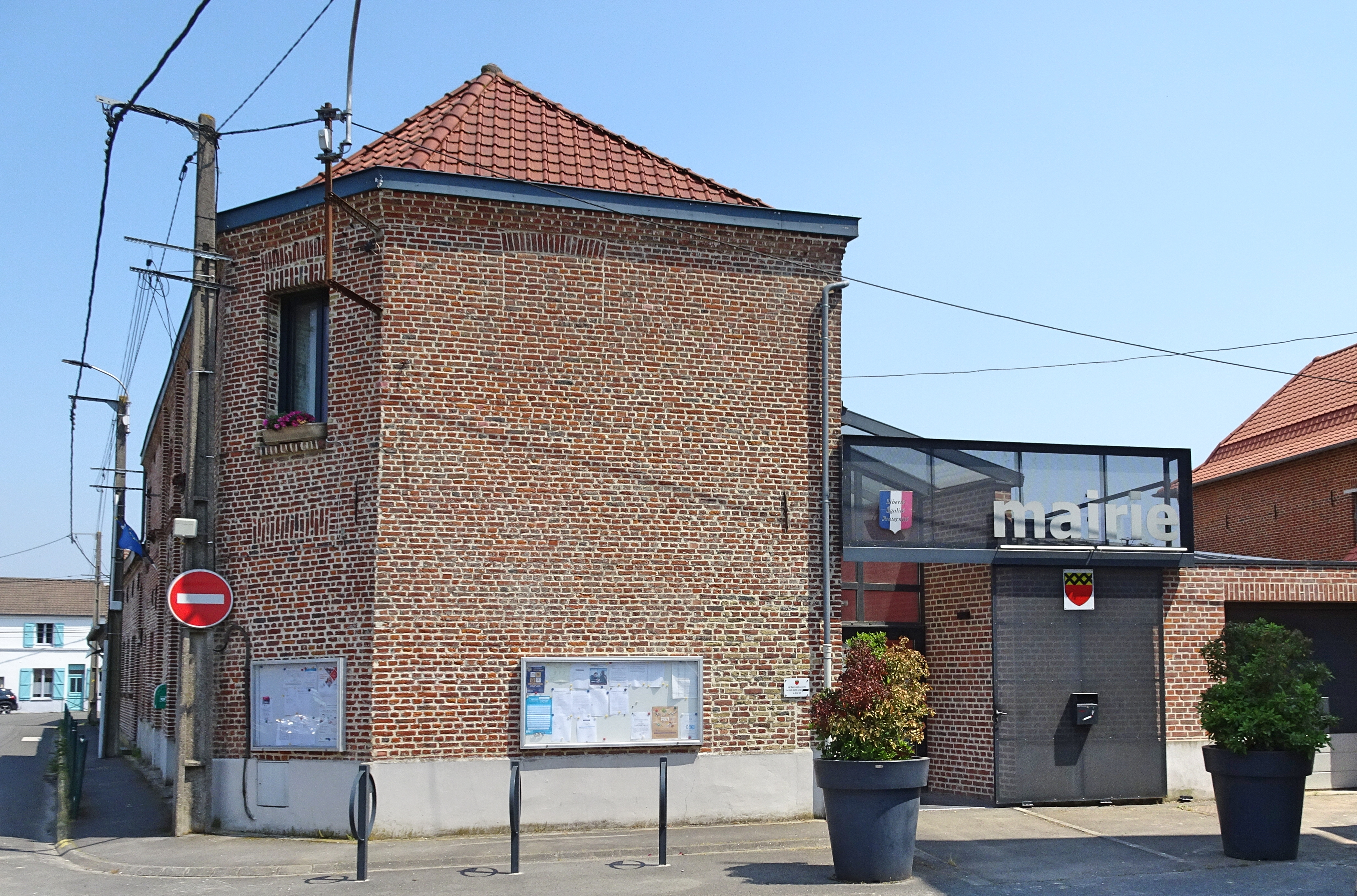
Mairie (Rathaus)

- Kirche Saint-Quentin
- Mairie (Rathaus)